# نهناتچکا خان
نهناتچکا خان (به انگلیسی: Nahnatchka Khan) نویسنده، تهیه‌کننده و کارگردان ایرانی-آمریکایی است.